# Giro dell'Emilia 2002
Il Giro dell'Emilia 2002, ottantacinquesima edizione della corsa, si svolse il 28 settembre 2002 su un percorso di 199,1 km. La vittoria fu appannaggio dell'italiano Michele Bartoli, che completò il percorso in 5h14'12", precedendo il connazionale Ivan Basso e il danese Michael Rasmussen.
Sul traguardo di San Luca 58 ciclisti, su 167 partenti, portarono a termine la competizione.

## Ordine d'arrivo (Top 10)
| Pos. | Corridore           | Squadra             | Tempo    |
| ---- | ------------------- | ------------------- | -------- |
| 1    | Michele Bartoli     | Fassa Bortolo       | 5h14'12" |
| 2    | Ivan Basso          | Fassa Bortolo       | s.t.     |
| 3    | Michael Rasmussen   | CSC-Tiscali         | a 7"     |
| 4    | Fabiano Fontanelli  | Mercatone Uno       | a 1'13"  |
| 5    | Davide Rebellin     | Gerolsteiner        | s.t.     |
| 6    | Franco Pellizotti   | Alessio-Bianchi     | s.t.     |
| 7    | Leonardo Giordani   | Colpack             | a 1'35"  |
| 8    | Gianluca Tonetti    | Cage Maglierie-Olmo | s.t.     |
| 9    | Volodymyr Hustov    | Fassa Bortolo       | a 1'39"  |
| 10   | Marius Sabaliauskas | Saeco               | a 1'58"  |